# East Porterville (Kalifornija)
East Porterville je naseljeno područje za statističke svrhe u američkoj saveznoj državi Kalifornija. Prema popisu stanovništva iz 2010. u njemu je živjelo 6,767 stanovnika.